# Partit Democràtic de Turkmenistan
El Partit Democràtic de Turkmenistan (en turcman: Türkmenistanyň Demokratik Partiýasy; TDP) és un partit polític conservador de Turkmenistan, hegemònic al país des de la seva fundació al 1991. Ha estat definit repetidament com a autoritari o totalitari a més de sumar denúncies de detencions arbitràries, tortura, violacions de drets humans i judicis injusts.

## Història
El TDP es va crear després de la dissolució de la Unió Soviètica com a partit successor del Partit Comunista de Turkmenistan. L'estructura interna de l'antic partit es va mantenir efectivament sense canvis en la transició, igual que la vella guàrdia. Així, va ser liderat per l'antic líder del partit provincial soviètic Saparmurat Niàzov fins a la seva mort el 2006. El 2013, el president Gurbanguly Berdimuhamedow va suspendre la seva afiliació al partit durant la seva presidència. El líder actual és Ata Serdarow.
A causa de la manca de partits de l'oposició reals per competir pel govern, el TDP controla directament la majoria, si no totes, les indústries amb ingressos significatius. La planificació central és un element clau de la política del partit i serveix com a base de la funcionalitat dels serveis governamentals. La ideologia del partit, "nacionalisme turcman", va ser teoritzat per l'antic líder Saparmurat Niàzov amb el propòsit d'una ideologia estatal autoritària al Turkmenistan.

## Resultats electorals

### Eleccions presidencials
| Any  | Candidat                  | 1a volta  | 1a volta | 2a volta | 2a volta | Resultat  |
| Any  | Candidat                  | Vots      | %        | Vots     | %        | Resultat  |
| ---- | ------------------------- | --------- | -------- | -------- | -------- | --------- |
| 1992 | Saparmurat Niyazov        | 1,874,357 | 99.5%    | N/D      | N/D      | Guanyador |
| 2007 | Gurbanguly Berdimuhamedow | 2,357,120 | 89.23%   | N/D      | N/D      | Guanyador |
| 2012 | Gurbanguly Berdimuhamedow | 2,806,265 | 97.14%   | N/D      | N/D      | Guanyador |
| 2017 | Gurbanguly Berdimuhamedow | 3,090,610 | 97.69%   | N/D      | N/D      | Guanyador |
| 2022 | Serdar Berdimuhamedow     | 2,452,705 | 72.97%   | N/D      | N/D      | Guanyador |

### Eleccions legislatives
| Any  | Líder             | Vots      | %     | Escons    | +/– | Pos. | Govern      |
| ---- | ----------------- | --------- | ----- | --------- | --- | ---- | ----------- |
| 1994 | Saparmurat Niàzov | 2,008,701 | 100%  | 50 / 50   | Nou | 1r   | Partit únic |
| 1999 | Saparmurat Niàzov | 2,224,537 | 100%  | 50 / 50   | =   | =    | Partit únic |
| 2004 | Saparmurat Niàzov | 1,915,000 | 100%  | 50 / 50   | =   | =    | Partit únic |
| 2008 | G. Berdimuhamedow | 2,594,658 | 100%  | 125 / 125 | 75  | =    | Partit únic |
| 2013 | Kasymguly Babaýew |           | 37.6% | 47 / 125  | 78  | =    | Coalició    |
| 2018 | Kasymguly Babaýew |           |       | 55 / 125  | 8   | =    | Coalició    |
| 2023 | Ata Serdarow      |           |       | 65 / 125  | 10  | =    | Majoria     |